# St. Johannis (Halle)

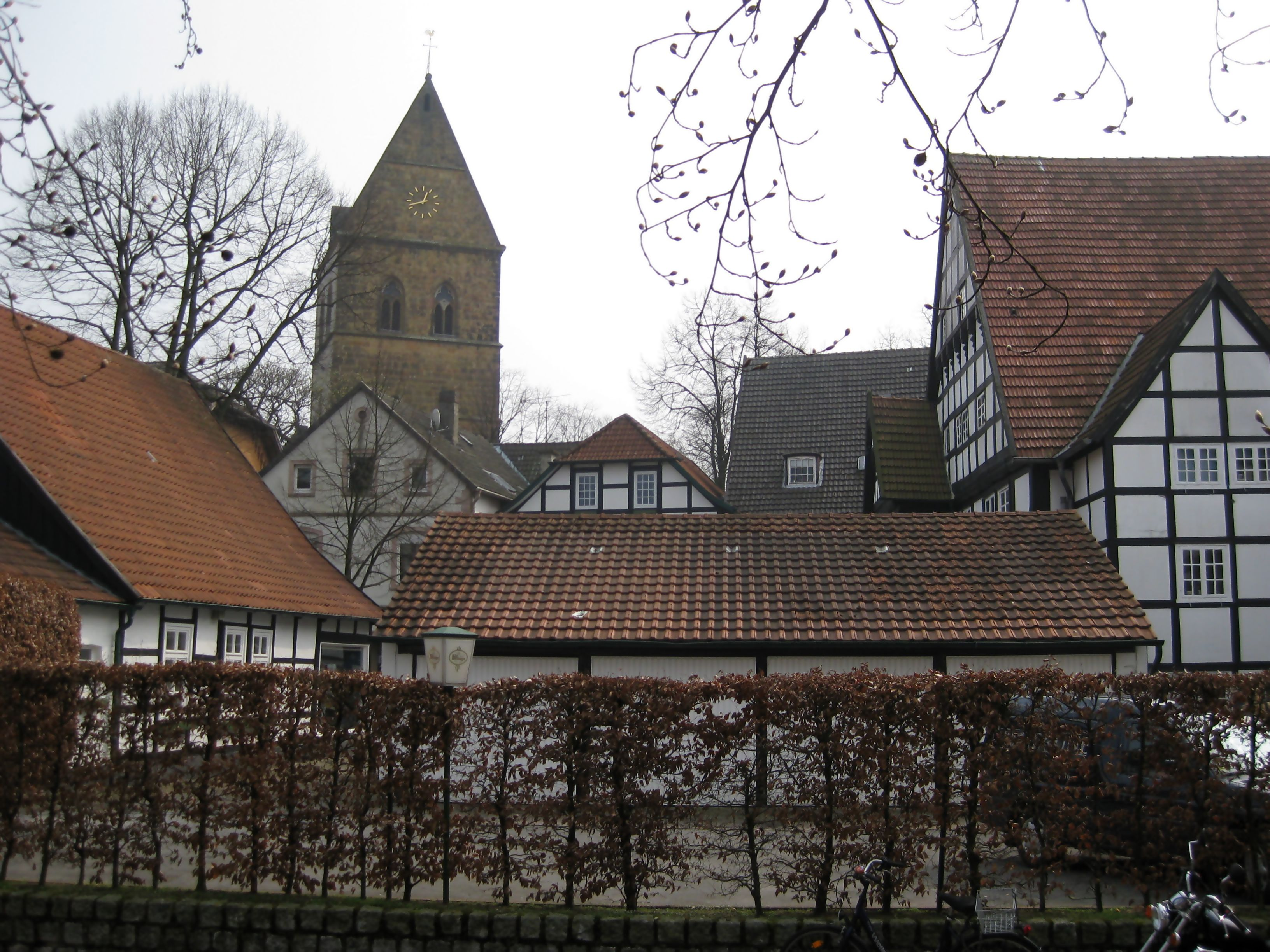
Turmansicht

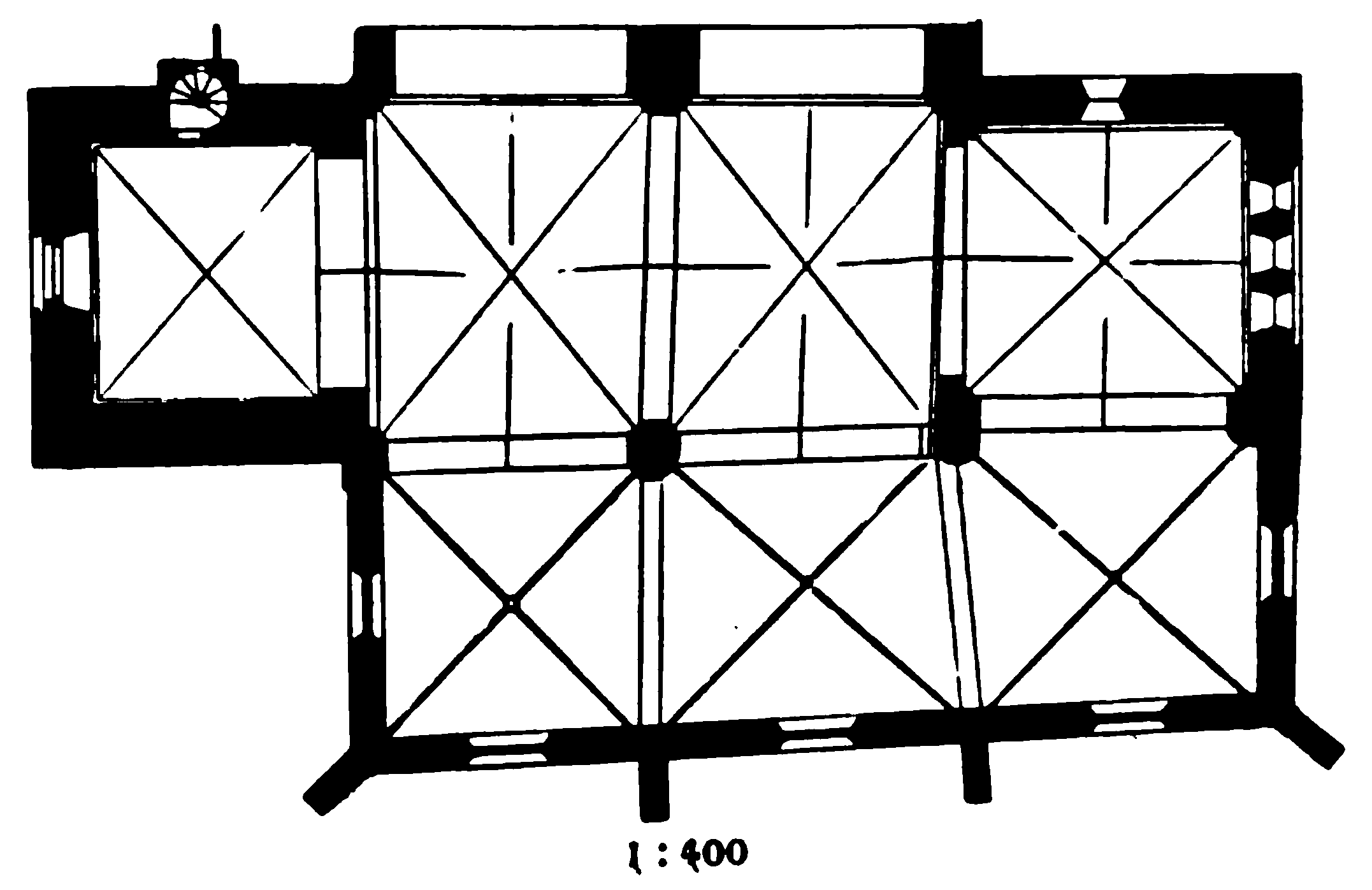
Grundriss vor dem Anbau

Die im gotischen, spät- und neogotischen Stil erbaute Kirche St. Johannis in Halle (Westf.) liegt im Ortskern im sogenannten Haller Herz. Sie ist die Heimat der evangelisch-lutherischen Kirchengemeinde der Stadt.
Sie wird erstmals am 9. Mai 1246 in einer Tauschurkunde erwähnt. Hintergrund des beurkundeten Tausches der Kirchen von Halle und Rheda war, dass Bischof Engelbert von Osnabrück eine widerrechtliche Aneignung der Kirche in Rheda durch den Bischof von Paderborn verhindern wollte. Er gab dem Kloster Iburg für den Besitzerwerb an der Kirche in Rheda mit allen damit verbundenen Rechten und Einkünften das am Südrand seines Bistums gelegene „tor Halle“ mit allen Rechten und Zubehör.
Nachdem sich in den Jahren 1540 bis 1595 durch die Etablierung der Herrschaft der Grafschaft Ravensberg die Reformation in Halle vollzogen hat, wurde die Kirche von der evangelischen Gemeinde genutzt. Den verbliebenen Bürgern katholischen Glaubens stand bis zur Fertigstellung der Herz-Jesu-Kirche im Jahr 1907 in Halle über 300 Jahre lang nur die Kirche in Stockkämpen zur Verfügung.

## Baugeschichte
- Etwa auf die Mitte des 13. Jahrhunderts werden die Entstehung des Turms, des zweijochigen Mittelschiffs und des Chorraums datiert.
- Um 1450 wurde die Kirche durch einen dreijochigen Anbau zu einer zweischiffigen Hallenkirche erweitert.
- 1886 erfolgte der Anbau des nördlichen Seitenschiffs.
- In den Jahren 1961/62 und 1991/92 wurden umfangreiche Restaurierungen durchgeführt, die unter anderem zum Ziel hatten, die gotische Architektur wieder zur Geltung zu bringen.

Eine Begehung des Turms und damit einhergehend eine Besichtigung des Deckengewölbes von oben ist nach Vereinbarung möglich.

## Ausstattung (Auswahl)

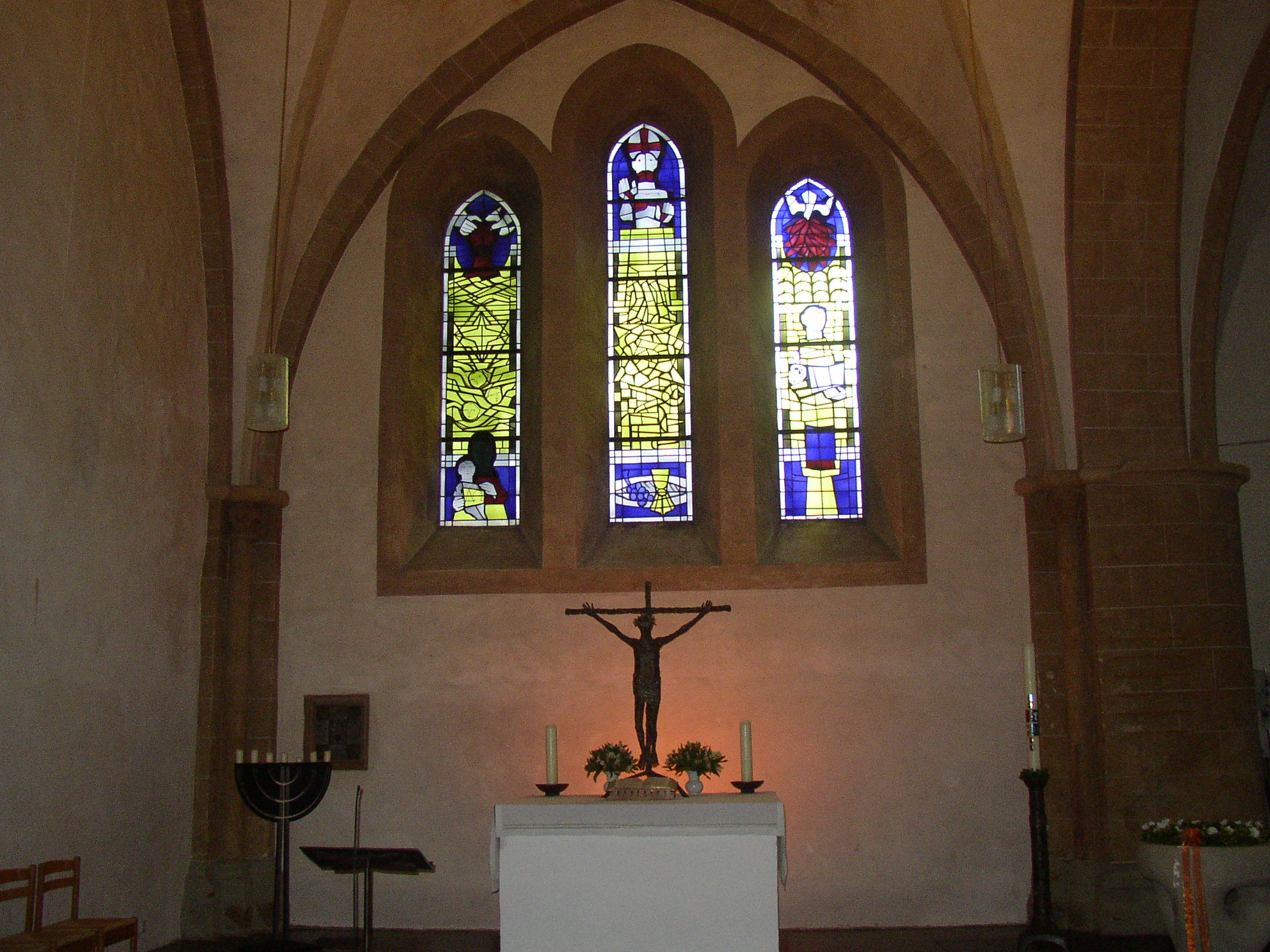
Altar

### Altar
Vier Kreuze in der Sandsteinplatte weisen darauf hin, dass der Altar einer Reliquie geweiht ist. Dies bezeugt, dass der Altar bereits vor der Reformation geschaffen wurde und damit mindestens etwa 400 Jahre alt ist. 1961/62 wurde das Kruzifix aus Bronze ergänzt, geschaffen von Ursula Querner aus Hamburg.

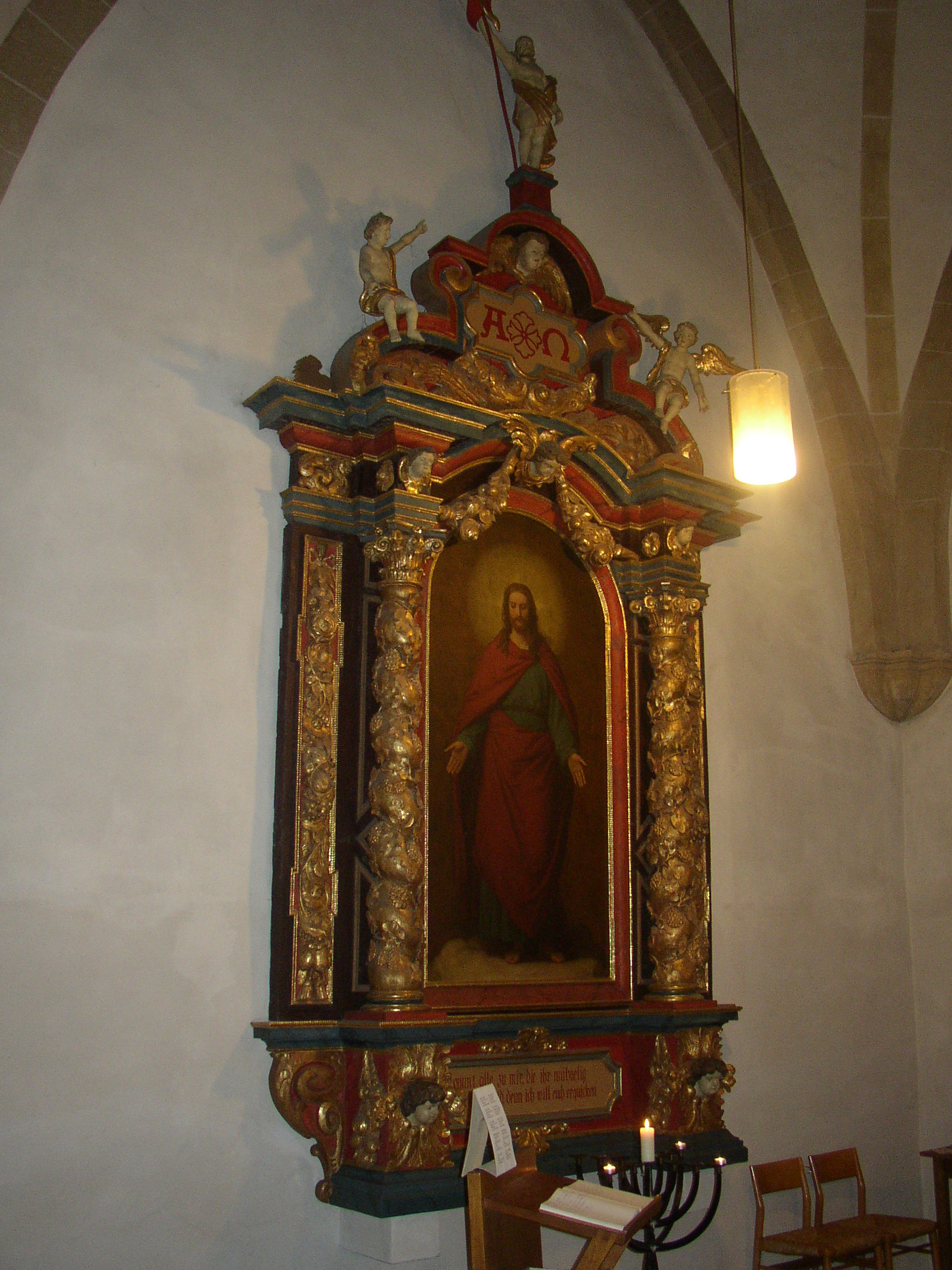
Altaraufsatz
Das im Turm aufbewahrte Bild „Christus mit ausgebreiteten Händen“ war bis zur Restaurierung 1961/62 Teil des Altars im Chorraum und wurde dann in den Turm verbracht. Zwischenzeitlich befindet es sich rechts des Eingangs zur Kirche. Das Bild stammt aus der Mitte des 19. Jahrhunderts und ist im Stil der Nazarener gemalt.

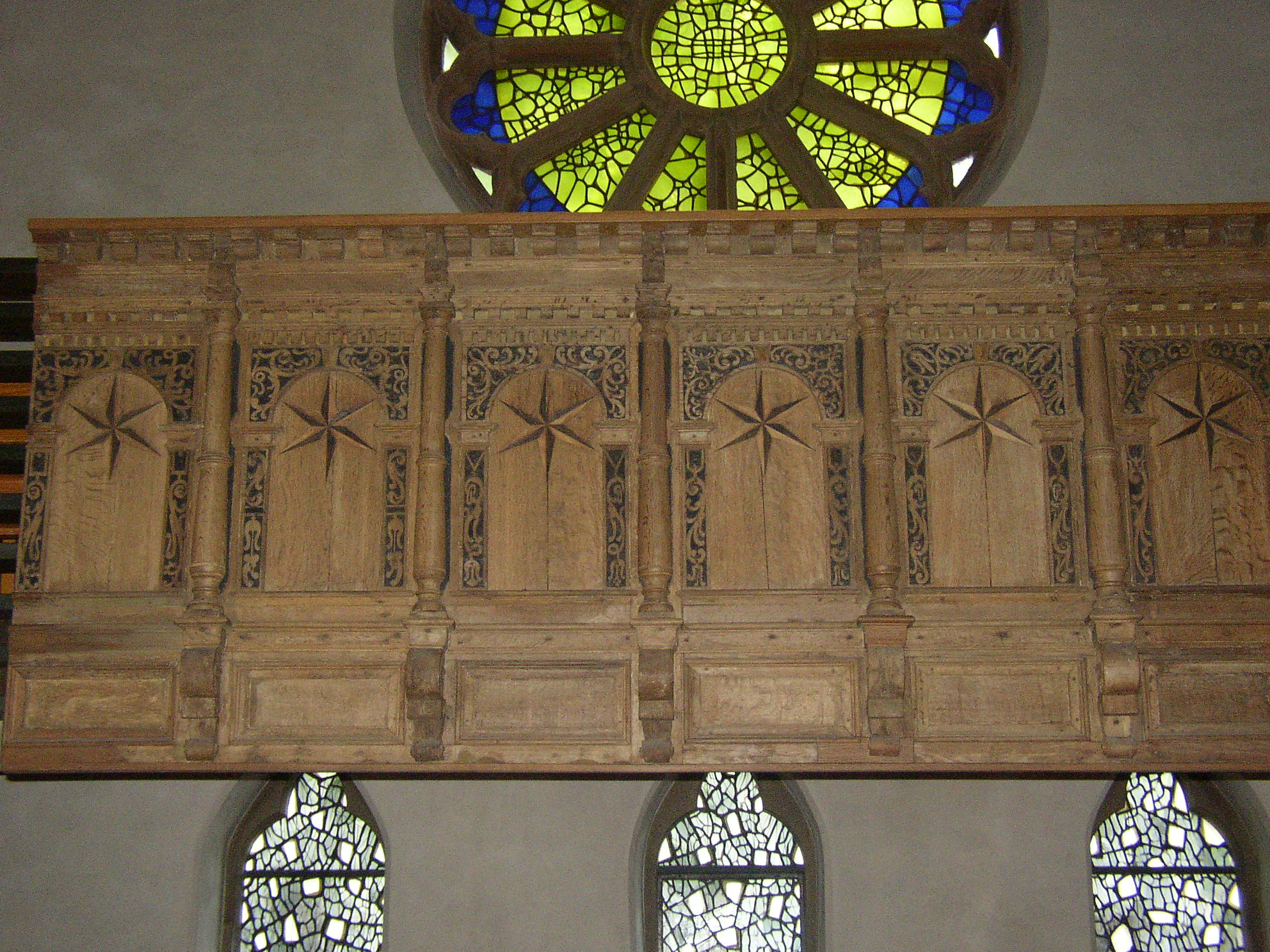
Reste der Balustrade

### Balustrade
Links neben dem Altar sind an der Empore Reste der Balustrade von 1661 erhalten und in das Geländer integriert worden. Sie lassen eine einstmals reiche Ornamentik erahnen.

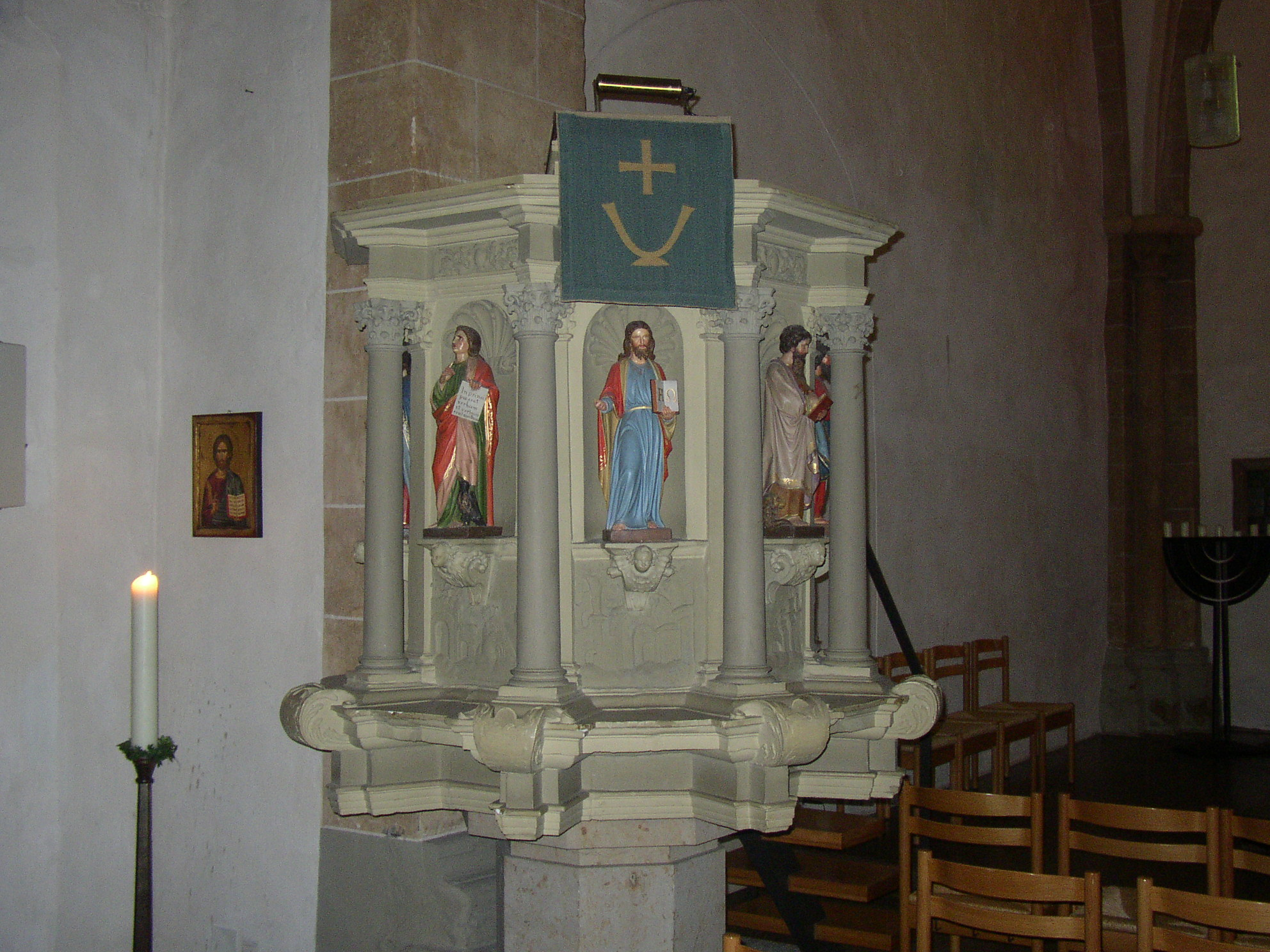
Kanzel

### Kanzel
An der 1716 aus Sandstein gearbeiteten Kanzel schräg links vor dem Altar sind um die Christusfigur herum Figuren der vier Evangelisten mit ihren Symbolen angeordnet:
- Matthäus mit Symbol „Mensch“ (die Figur wurde vor Jahren entwendet)
- Markus mit Symbol „Löwe“
- Lukas mit Symbol „Stier“
- Johannes mit Symbol „Adler“

Die Kanzel wurde sowohl bei den Bauarbeiten 1886 als auch bei den Restaurierungen 1961/62 verändert.

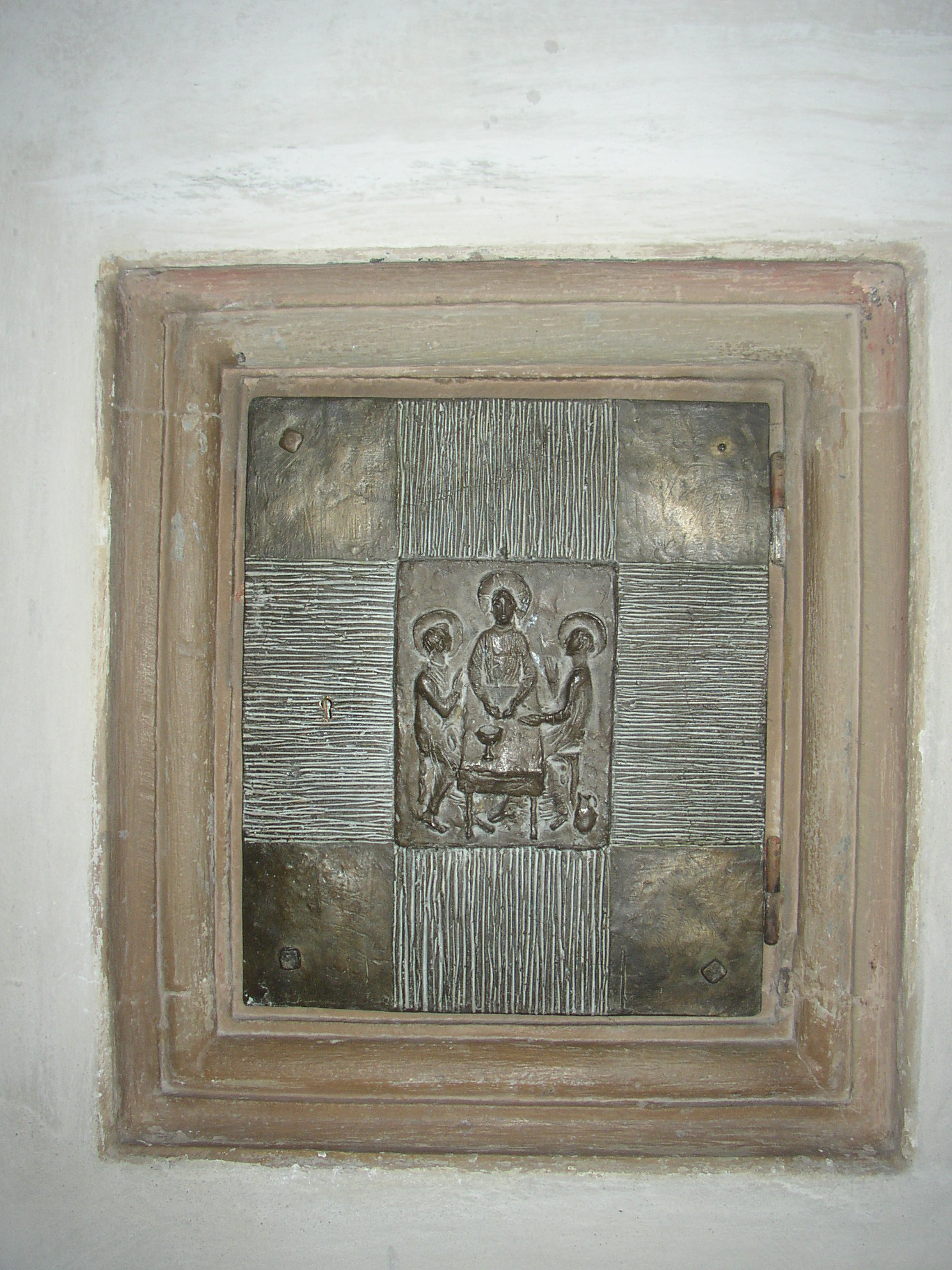
Sakramentsnische

### Sakramentsnische
Die Sakramentsnische hinter dem Altar ist aus der Zeit vor der Reformation erhalten geblieben. Die Bronzetür mit einem aufgebrachten stilisierten Kreuz wurde ebenfalls von Ursula Querner geschaffen und 1961/62 aufgestellt. Die Darstellung des auferstandenen Jesus mit den Emmausjüngern, die zusammen das Brot brechen, soll auf den früheren Verwendungszweck des Schrankes hindeuten.

### Taufstein
Auch der Taufstein rechts abseits des Altars wurde nach der Restaurierung in den Jahren 1961/62 aufgestellt. Er basiert auf einem Entwurf von Karl Ehlers aus Detmold. Seine Form und Bearbeitung tragen trinitarische Anmutungen.

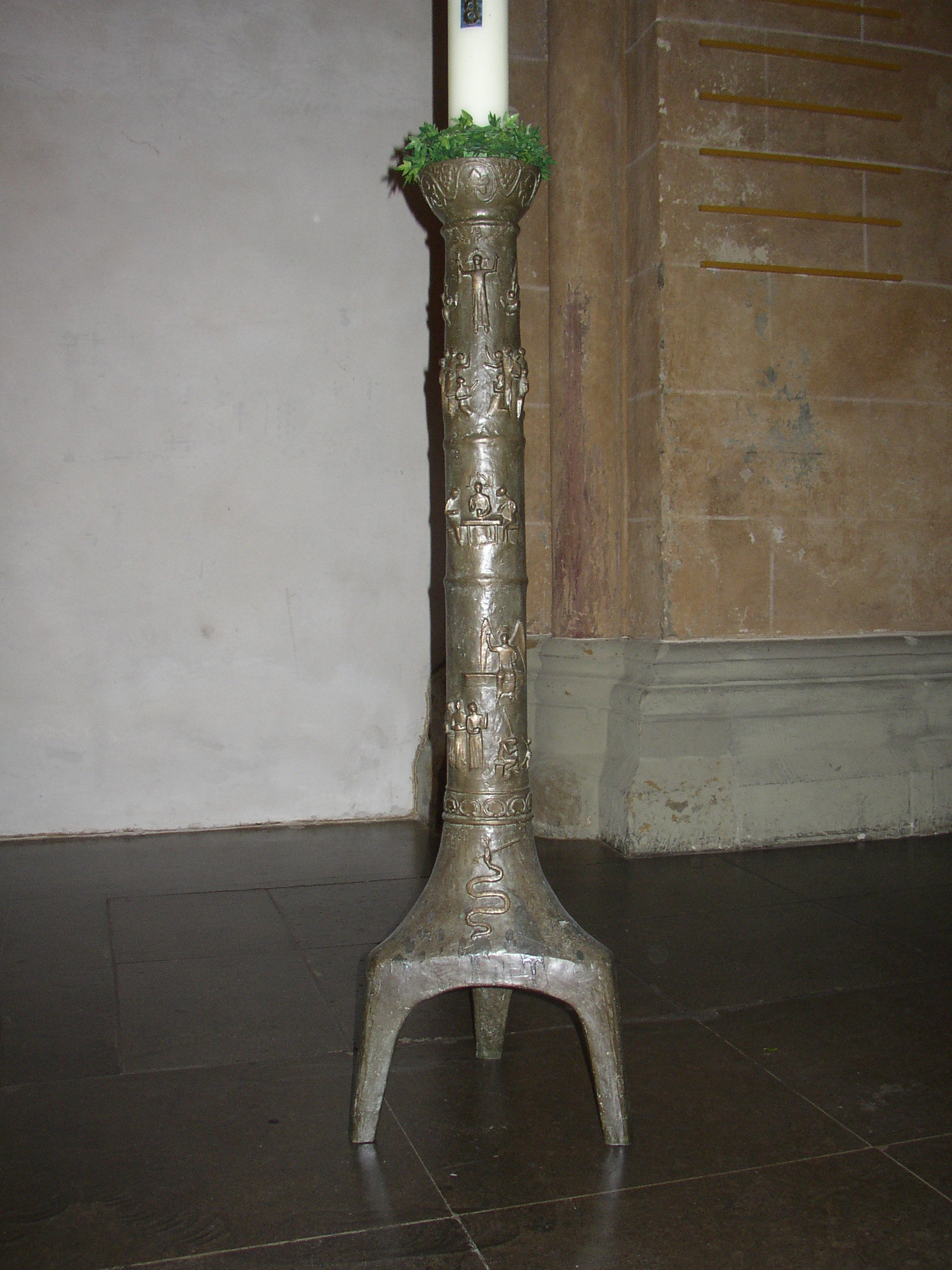
Osterleuchter

### Osterleuchter
Der Leuchter ist eine Dankesgabe für wunderbare Bewahrung bei einem schweren Unfall. Er trägt die Initialen der bei diesem Unfall bewahrten Kinder und wurde 1992 aufgestellt. Der Leuchterschaft ist aus Bronze gearbeitet. Er stellt die Auferstehung Christi, die Begegnung von Emmaus und die Himmelfahrt Christi dar.

### Fenster
Von der ursprünglichen Verglasung sind nur die Scheiben des dreibahnigen Fensters an der östlichen Stirnwand des südlichen Seitenschiffs erhalten. Die restlichen Fenster wurden 1961/1962 neu gestaltet. Das dreiteilige Chorfenster mit Hinweisen auf Weihnachten, Passion, Ostern und Pfingsten wurde von Vinzenz Pieper aus Angelmodde bei Münster entworfen.

### Orgel
Nach dem Anbau des nördlichen Seitenschiffs wurde im Jahr 1886 auch eine neue Orgel durch Ernst Klassmeier aufgestellt.
Detlef Kleuker errichtete nach der 1961/1962 ausgeführten Restaurierung eine neue Orgel, die über 28 Register auf 2 Manualen und Pedal verfügte. An ihrer Konzeption wirkten Arno Schönstedt und Burghard Schloemann mit, der seit 1961 Kantor der Kirche war.
Bereits im Rahmen der 1991/92 durchgeführten Kirchenrestaurierung wurde diese Orgel erneut ersetzt: Die Orgelbaufirma Heintz aus Schiltach erbaute auf Basis eines Entwurfs von Kirchenmusikdirektor Burkhart Goethe (Orgelbauer und Kantor) aus Schwäbisch Hall ein neues Instrument. Die Orgel ist im elsässischen Stil nach Andreas Silbermann erbaut. Ihre 34 Register, die auf 3 Manuale und Pedal verteilt sind, umfassen 2198 Pfeifen, diese stehen auf Schleifladen mit mechanischer Traktur.
| I Hauptwerk C–g3 |                   |       |
| 1.               | Principal         | 16′   |
| 2.               | Principal         | 8′    |
| 3.               | Hohlflöte         | 8′    |
| 4.               | Octave            | 4′    |
| 5.               | Quinte            | 2 ⁄3′ |
| 6.               | Superoctave       | 2′    |
| 7.               | Mixture V         | 2′    |
| 8.               | Cornett V (ab b0) | 8′    |
| 9.               | Trompete          | 8′    |

| II Schwellwerk C–g3 |                  |        |
| 10.                 | Principal        | 8′     |
| 11.                 | Bourdon          | 8′     |
| 12.                 | Bifara (ab fis0) | 8′     |
| 13.                 | Principal        | 4′     |
| 14.                 | Blockflöte       | 4′     |
| 15.                 | Nazard           | 2 ⁄3′  |
| 16.                 | Flageolet        | 2′     |
| 17.                 | Terz             | 1 3⁄5′ |
| 18.                 | Plein jeu IV     | 1 ⁄3′  |
| 19.                 | Trompete         | 16′    |
| 20.                 | Basson-Hautbois  | 8′     |
|                     | Tremulant        |        |

| III Continuo/Echowerk C–g3 |           |        |
| 21.                        | Gedeckt   | 8′     |
| 22.                        | Flûte     | 4′     |
| 23.                        | Quinte    | 2 ⁄3′  |
| 24.                        | Doublette | 2′     |
| 25.                        | Terz      | 1 3⁄5′ |
| 26.                        | Krummhorn | 8′     |

| Pedal C–f1 |            |     |
| 27.        | Principal  | 16′ |
| 28.        | Subbaß     | 16′ |
| 29.        | Octavbaß   | 8′  |
| 30.        | Spitzflöte | 8′  |
| 31.        | Prestant   | 4′  |
| 32.        | Bombarde   | 16′ |
| 33.        | Trompete   | 8′  |
| 34.        | Clairon    | 4′  |

- Koppel (Orgel): II/I, III/I, III/II, I/P, II/P, III/P
- Spielhilfen: Prinzipale an/aus, Mixutren an/aus, Anches an/aus

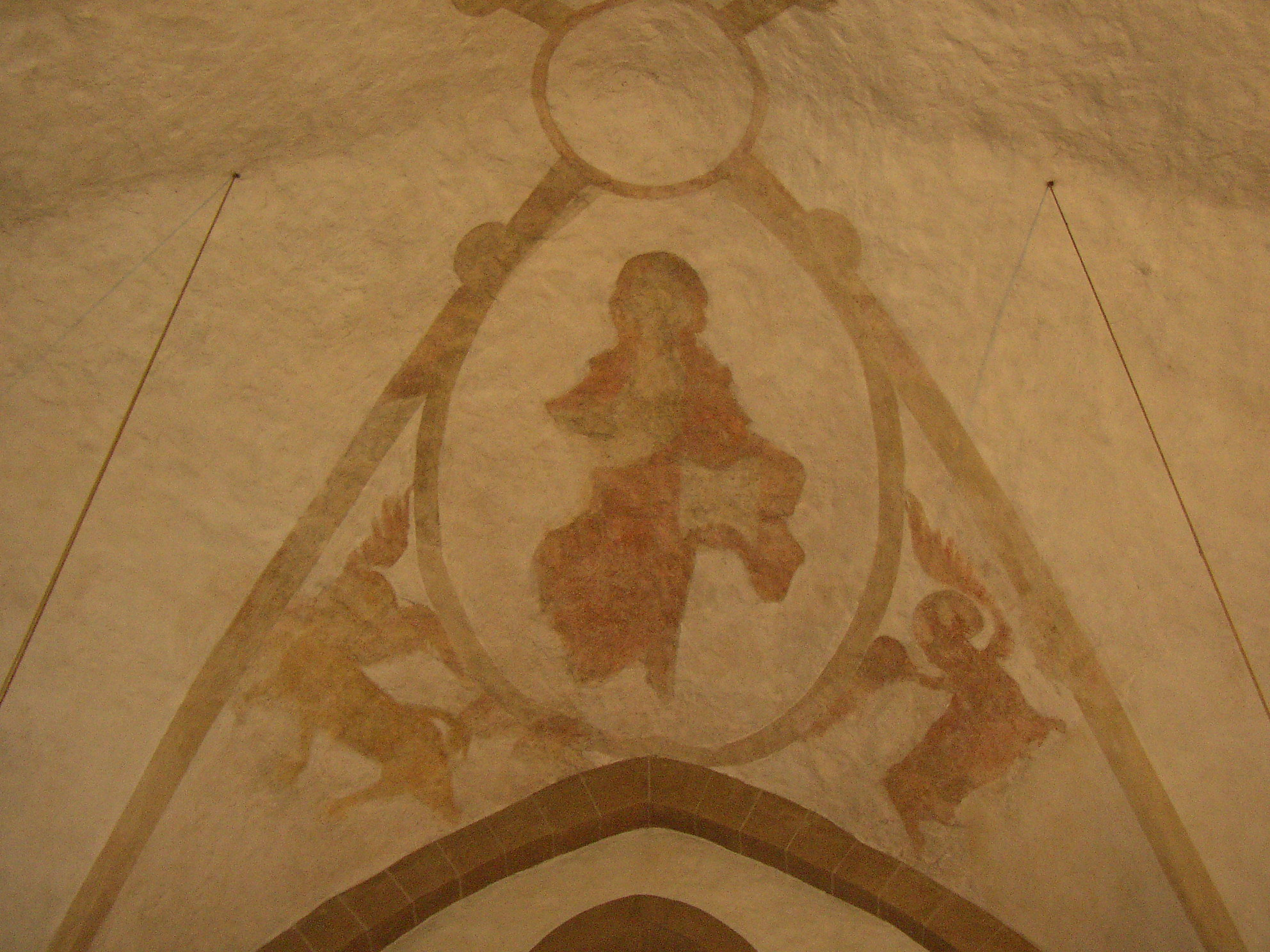
Christus in der Mandorla

### Gewölbe- und Wandmalereien
Die Malereien sind nur noch in Resten erhalten und schlecht erkennbar. Auch die an prominenter Stelle im Gewölbe des Chorraums befindliche Darstellung des „Christus in der Mandorla“ (Mandorla = mandelförmiger Heiligenschein) ist nur unvollständig erhalten und wenig detailreich, da nur noch die Symbole der Evangelisten Markus als geflügeltem Löwen und Lukas als Stier auszumachen sind.

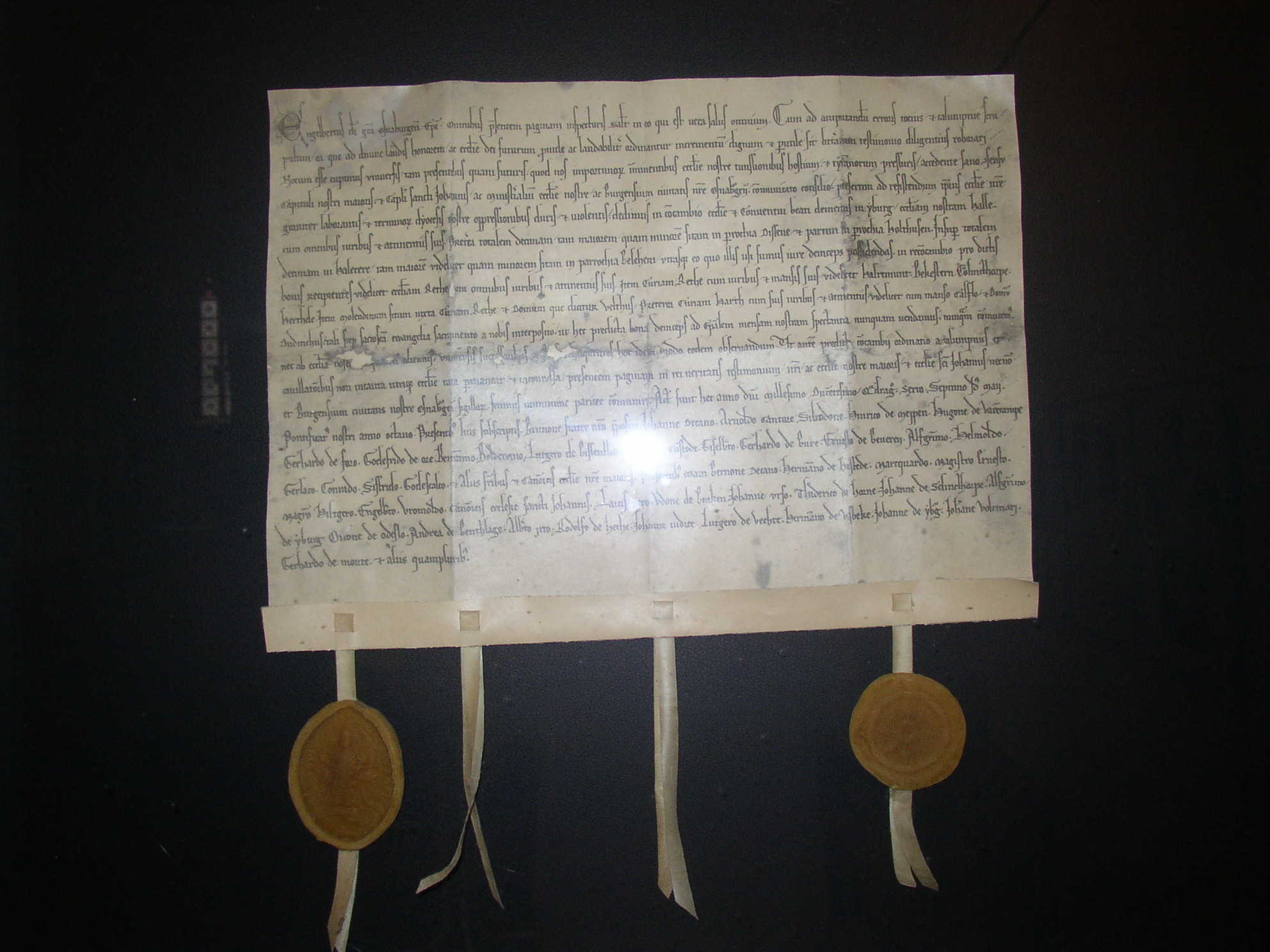
Replik der Tauschurkunde

### Tauschurkunde
Im Kirchenvorraum ist die originalgetreue Nachbildung und die deutsche Übersetzung der oben genannten Tauschurkunde zu sehen.

## Turm

### Archivfotos
Im Turm zeigen Archivfotos die Innenansicht der Kirche vor den Restaurierungsmaßnahmen 1961/62.

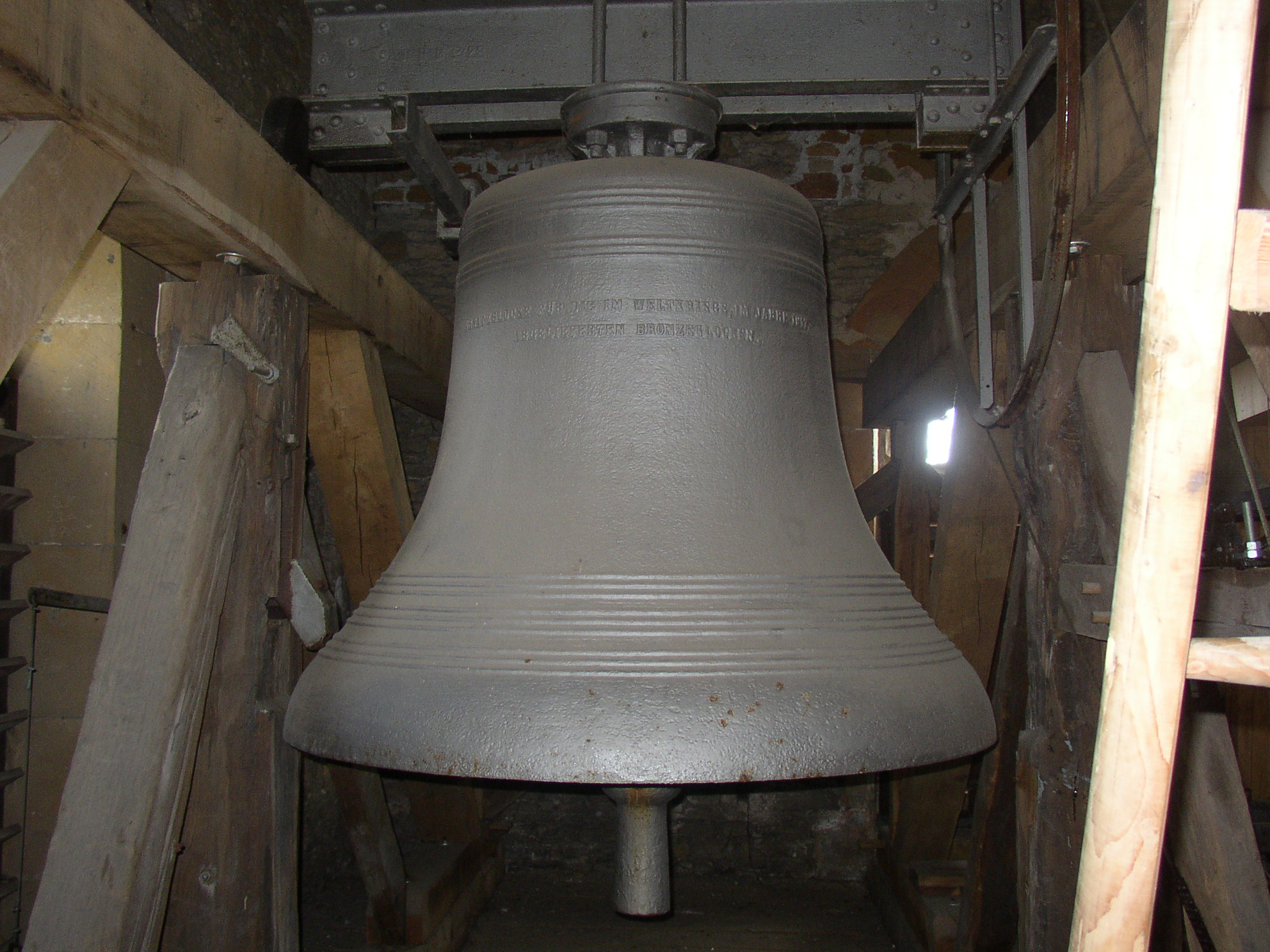
Große Glocke

### Glocken
Zur Wende vom 18. zum 19. Jahrhundert besaß die Kirche drei Bronzeglocken. Davon wurden zwei während des Ersten Weltkrieges für Rüstungszwecke eingezogen. Bis heute blieb die sogenannte Bürgerglocke von 1682, die von M. Joh. Fricke gegossen wurde, erhalten. Ihr Schlagton ist das a1.
1921 goss der Bochumer Verein drei Gussstahlglocken in den Schlagtönen h0, d1 und e1 (nach der neutestamentlichen Trias Glaube, Liebe, Hoffnung genannt), sodass die Kirche heute über vier Glocken verfügt.

## Kirchhof
Der die Kirche umgebende Kirchhof war vom 13. Jahrhundert bis zum 15. April 1828 Friedhof. Seitdem wurden hier keine Beerdigungen mehr vorgenommen, und der Kirchhof wurde nach und nach zum Kirchplatz umgestaltet. Sein jetziges Aussehen mit vielen einzeln stehenden Linden wurde im Jahr 1974 geschaffen.